# Consolación (Filipinas)
Consolación es un municipio de la provincia de Cebú en Filipinas. Es una de las localidades que componen al Gran Cebú, actualmente la segunda área metropolitana más grande del país.

## Barangayes
Consolación se subdivide administrativamente en 21 barangayes.
| - Cabangahan - Cansaga - Casili - Danglag - Garing - Jugan - Lamac - Lanipga - Nangka - Panas - Panoypoy | - Pitogo - Población Occidental - Población Oriental - Polog - Pulpogan - Sacsac - Tayud - Tilhaong - Tolotolo - Tugbongan |

- Datos: Q315945
- Multimedia: Consolacion, Cebu / Q315945

1. ↑  Worldpostalcodes.org, código postal n.º 6001.